# Morscy kowboje
Morscy kowboje (ang. „Seagoing cowboys”) – uczestnicy misji pomocowych UNRRA i Fundacji Heifer, dostarczający w latach 1945-47 na pokładach statków zwierzęta gospodarskie i inne artykuły do zniszczonych przez II wojnę światową krajów, głównie Polski. Przeszło 7000 kowbojów wykonało ok. 360 rejsów na 73 statkach, za swój priorytet uznawali zapewnienie mleka cierpiącym powojenny niedostatek dzieciom w Polsce, Włoszech, Grecji i Niemczech. Sporadyczne dostawy wykonano też do Chin, Belgii i Dżibuti. Przewieziono przeszło 300 000 zwierząt – głównie koni, krów i mułów, a także kur, królików i kóz.
Miejscem tymczasowego przechowywania koni, sprowadzanych w ramach pomocowych akcji UNRRA, w tym przez morskich kowbojów, był w latach 1945-46 sopocki hipodrom.
Działalność „morskich kowbojów” uwieczniła w swoich publikacjach amerykańska pisarka Peggy Reiff Miller, wnuczka jednego z nich, Abrahama Millera. Zgromadziła ona kilka tysięcy w większości wcześniej nie publikowanych zdjęć, w tym zniszczonego wojną Gdańska, wykonanych przez amerykańskich dobroczyńców. W 2013 Peggy Reiff Miller przywiozła do Gdańska ponad 800 nieznanych do tej pory fotografii miasta i okolic wykonanych zaraz po wojnie. Zaprosiła ją tu Magdalena Staręga, historyk sztuki, która zajmuje się historią mennonitów w Gdańsku. „Morscy kowboje” – tak sami siebie nazywali farmerzy, którzy brali udział w rejsach – opiekowali się zwierzętami w czasie długich podróży. Wielu było kwakrami albo mennonitami, dla których wyprawa do kraju zniszczonego przez wojnę była niezapomnianym, wstrząsającym przeżyciem. Podczas pobytu w Gdańsku Peggy Reiff Miller udało się spotkać z jedną z osób, która zaraz po wojnie otrzymała pomoc dostarczoną przez morskich kowbojów. – „Odwiedziłyśmy wspólnie 90-letniego mieszkańca Krzywego Koła na Żuławach" – opowiada Magdalena Staręga. – "Był tym spotkaniem ogromnie wzruszony. Po wojnie miał na utrzymaniu żonę i ósemkę dzieci. Krowa, którą dostał w ramach amerykańskiej pomocy w 1945 roku, pozwoliła im przeżyć. Zwierzę było tak cenne, że mieszkało pod jednym dachem wraz z całą rodziną”.
Jednym z „morskich kowbojów” był światowej sławy astronom Owen Gingerich.